# Фјениле ла Линеа ди Сопра (Ферара)
Фјениле ла Линеа ди Сопра је насеље у Италији у округу Ферара, региону Емилија-Ромања.
Према процени из 2011. у насељу је живело 40 становника. Насеље се налази на надморској висини од -5 м.